# Peter Stone (Informatiker)

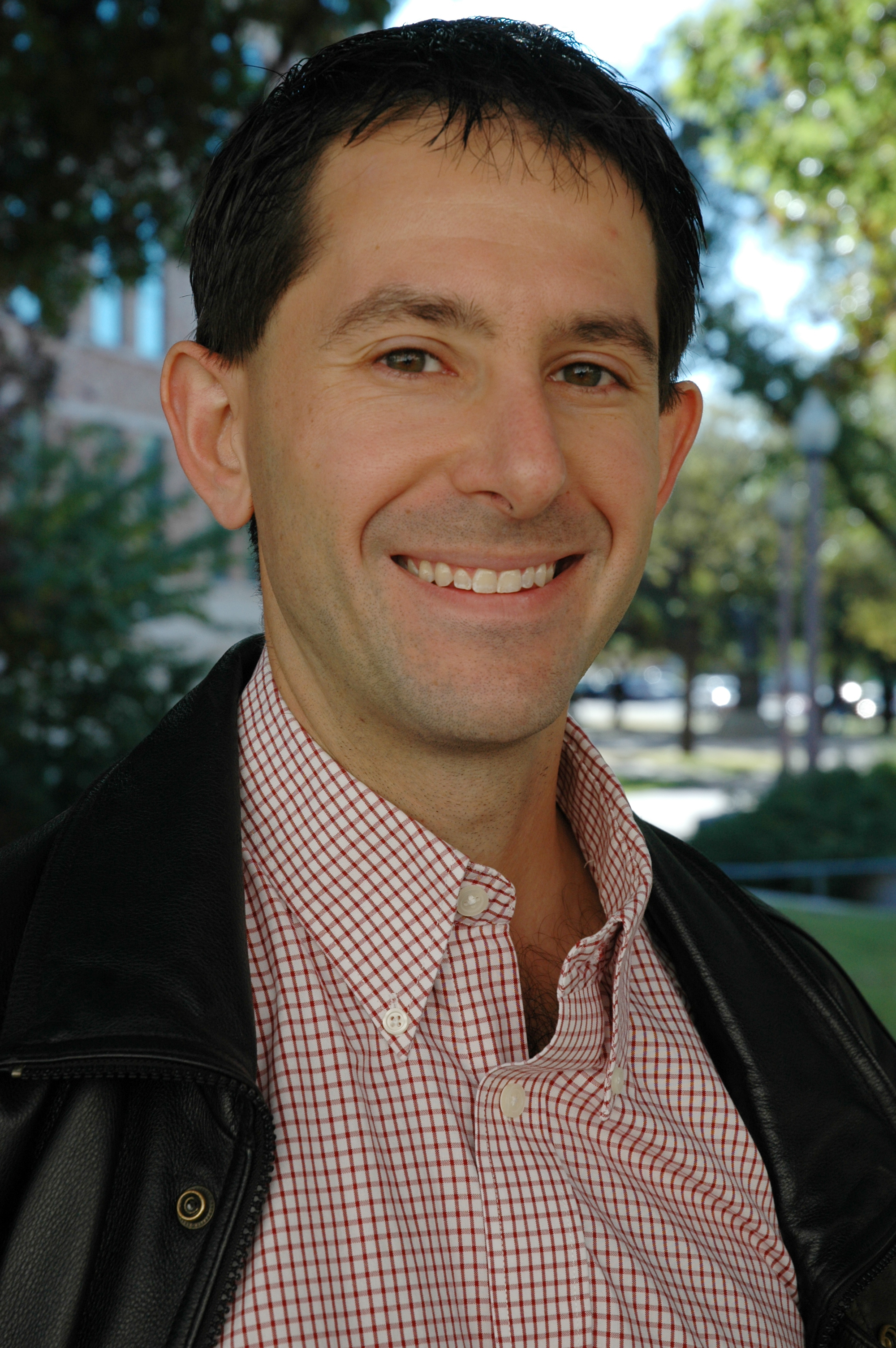
Peter Stone

Peter Herald Stone (* 13. Juli 1971 in Buffalo (New York)) ist ein US-amerikanischer Informatiker.
Stone studierte Mathematik an der University of Chicago mit dem Bachelor-Abschluss 1993 und  Informatik an der  Carnegie Mellon University mit dem Master-Abschluss 1995 und er wurde dort 1998 bei Manuela Veloso promoviert (Layered Learning in Multi-Agent Systems). Danach forschte er von 1999 bis 2001 an den ATT Laboratories und war 2001/02 Adjunct Professor an der New York University. Er ist seit 2002 Assistant  Professor, 2007 Associate Professor und 2012 Professor an der University of Texas at Austin, wo er das  Learning Agents Research Group (LARG) gründete und dessen Direktor ist. 2014 wurde er David Bruton Jr. Centennial Professor.
Er befasst sich mit Multiagentensystemen und das Lernen in diesen in komplexen, dynamischen Umgebungen, Robotik (wie autonomes Verfahren, Roboter-Fußball), E-Commerce (wie autonome Agenten beim Bieten) und Maschinenlernen.
Er war auch mehrfach Team-Leiter bei den US Open Championship und Mitglied des Teams bei zwölf World Championship von  RoboCup.
2008/09 war er Gastprofessor an der Hebräischen Universität in Jerusalem und der Bar Ilan Universität. 2015 war er Mitgründer von Cogitai Inc.
2007 erhielt er den IJCAI Computers and Thought Award und den ACM-AAAI Allen Newell Award für 2024. Er ist Fellow der AAAI und war Sloan Research Fellow (2004–2006) und Guggenheim Fellow (2008/09).

## Schriften
- mit Michael Wellman, Amy Greenwald: Autonomous bidding agents : strategies and lessons from the trading agent competition, MIT Press 2007
- Intelligent autonomous robotics : a robot soccer case study, Morgan and Claypool 2007